# Baszta Barchanników w Krakowie

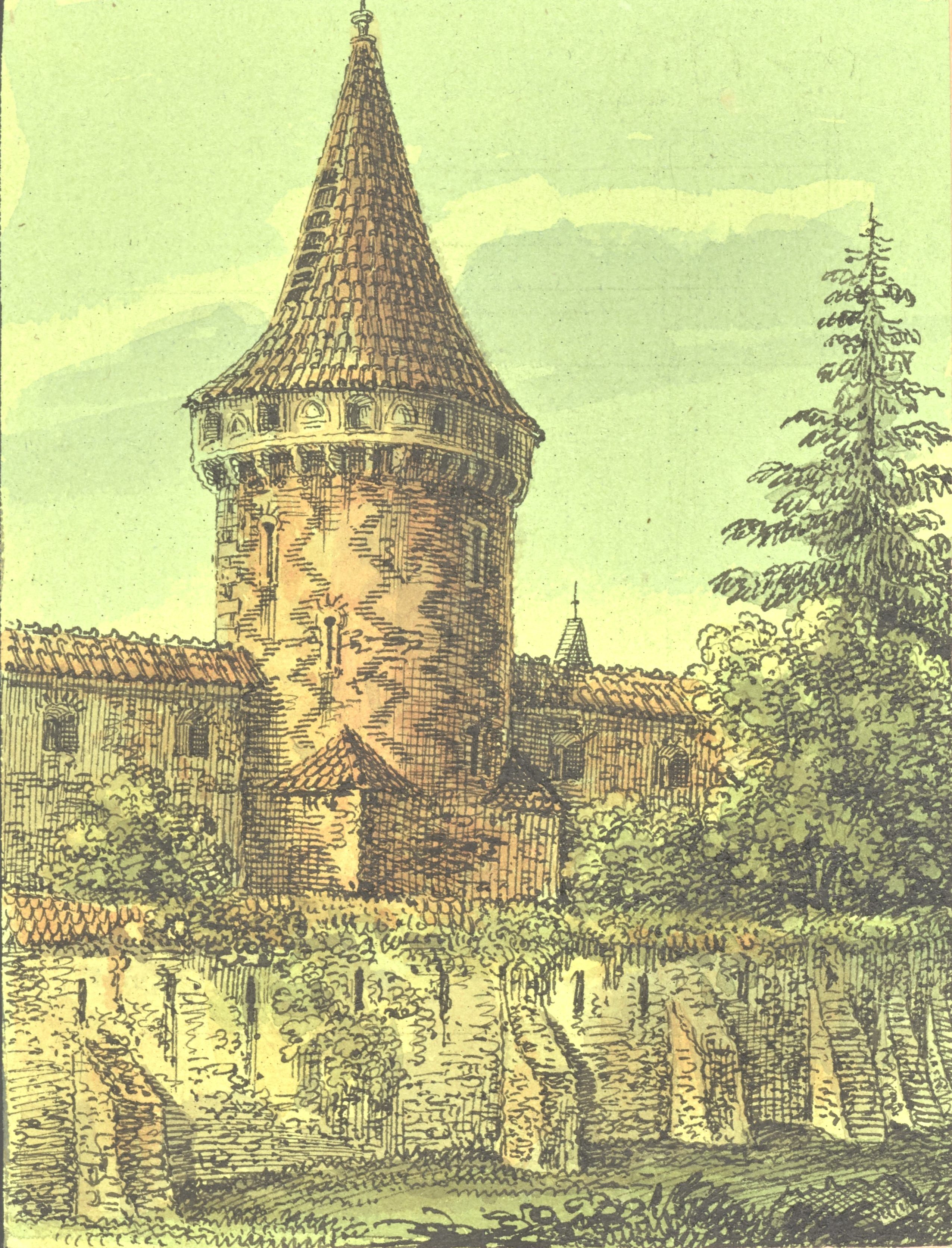
Baszta Barchanników na rysunku wg akwareli Jerzego Głogowskiego (Kajetan Wincenty Kielisiński, 1834–39)

Baszta Barchanników – baszta w Krakowie, która położona była w ciągu murów miejskich między basztami Przekupników i Czapników, pomiędzy ulicami św. Tomasza i św. Marka na skraju dzisiejszych Plant.
Basztę zbudowano w drugiej połowie XIV wieku na planie kwadratu, była bardzo podobna do Baszty Pasamoników (zachowanej do dziś). Górna część baszty była półokrągła i zwieńczona dachem w kształcie stożka. Wokół baszty znajdowało się 6 otworów strzelniczych (podobnie jak w innych basztach krakowskich. Basztę zburzono w pierwszej połowie XIX wieku, a cegłę uzyskaną z rozbiórki sprzedano.
Basztą opiekował się cech barchanników.